# Dendrocnide morobensis
Dendrocnide morobensis là loài thực vật có hoa trong họ Tầm ma. Loài này được Chew mô tả khoa học đầu tiên năm 1969.